# Oberonia wallichii
Oberonia wallichii är en orkidéart som beskrevs av Joseph Dalton Hooker. Oberonia wallichii ingår i släktet Oberonia och familjen orkidéer. Inga underarter finns listade i Catalogue of Life.